# El asesinato de Roger Ackroyd
El asesinato de Roger Ackroyd (título original en inglés: The Murder of Roger Ackroyd) es una novela de ficción detectivesca de la escritora británica Agatha Christie publicada originalmente el 6 de junio de 1926 en Reino Unido por la editorial William Collins, Sons.

## Argumento
En una pequeña y sosegada ciudad ficticia británica, King's Abbot, una dama  —Mrs Ferrars— asesina a su marido y es víctima de extorsión hasta que ella, sin poder aguantar más, se suicida. El hombre a quien ella amaba, Roger Ackroyd, recibe una carta que le revela el nombre del extorsionador, quien le llevó a tal fatídico desenlace. Pero antes incluso de conocer la identidad del personaje, Roger Ackroyd es asesinado. Poirot, recién retirado a King's Abbott, es llamado para tratar de resolver el oscuro caso.
La novela está escrita a modo de narración realizada por uno de los habitantes del pueblo, el Dr. Sheppard. El final de la novela está considerado uno de los más sorprendentes e inesperados de toda la colección Agatha Christie.